# Schwimmbad Wolfensberg
Das Schwimmbad Wolfensberg ist ein Freibad in Winterthur-Veltheim (Quartier Rosenberg) und das zweite in Winterthur eröffnete Schwimmbad. Der Ursprung der Anlage war mit dem Sonnenbad die erste Sonnenbadanlage der Schweiz.

## Geschichte
Im Jahr 1900 wurde auf einem gepachteten Areal eines ehemaligen Steinbruchs durch die lokale Sektion des Vereins zur Hebung der Volksgesundheit (heute Vitaswiss) die erste Sonnenbadanlage der Schweiz eröffnet – damals noch klar geschlechtergetrennt. 1910 konnte ein benachbartes Areal erworben werden und die Sonnenbadanlage dorthin verschoben sowie oberhalb dessen eine Püntenanlage eröffnet, die noch heute besteht. Während die Pünten durchaus profitabel waren, blieb das zwischenzeitlich mit einer Familienabteilung ergänzte Sonnenbad in ökonomischen Schwierigkeiten. Die Neueröffnung des «Alkoholfreien Restaurant zum Wolfensberg» im Juli 1928 änderte nichts an dieser Situation – es wurde 1945 zugunsten eines Kiosks geschlossen.
Im Herbst 1932 entschied sich der Vorstand daher nach dem Bau des Restaurants mitten in der Weltwirtschaftskrise zu dem Bau eines Schwimmbades nach bereits vorliegenden Plänen des renommierten Architekturbüros Rittmeyer&Furrer. Der Bau verzögerte sich danach noch um vier Jahre aufgrund der Wasserversorgungsfrage, der Verein wollte zuerst Oberflächenwasser vom Wolfensberg, dem Ohringer Eisweiher und den Walcheweier nutzen, konnte aber mit der unsicheren Wasserversorgung das nötige Geld nicht auftreiben. Erst als man sich für eine eigene Versorgung mittels eines eigenen Grundwasser-Pumpwerks am Knorrenweg in Wülflingen entschied, konnte das Schwimmbad Wolfensberg durch das Nachfolgebüro Furrer&Merkelbach realisiert werden. Nach einem finanziell bedingten Baustopp konnte das zweite Winterthurer Schwimmbad am 23. August 1936 eröffnet werden. Das neue Schwimmbad war ein Erfolg generierte schon bald höhere Besucherzahlen als das Sonnenbad.
In den 1950er-Jahren wurden für Erneuerungen des Bades kommunale Anleihen nötig, 1963 kaufte die Stadt Winterthur das Schwimmbad schliesslich für 568'258 Fr., nachdem der Souverän einen entsprechenden Kredit genehmigt hatte. Ab Januar 1965 erfolgte der Betrieb durch die Schwimmbadgenossenschaft Wolfensberg. Die neue Genossenschaft hatte dann mit der Stadt zuerst die Grundsanierung in Angriff zu nehmen, wofür die Bevölkerung Winterthurs 1969 einen Kredit über 1,1 Mio. Franken genehmigte. 1971 konnte schliesslich das komplett renovierte Bad mit einer neuen Sauna sowie einem Gasheizgenerator eröffnet werden. 1997 erfolgte eine simple Renovierung, nachdem sich zuvor die Veltheimer Bevölkerung erfolgreich gegen ausgiebigere Pläne wie den Bau einer Wasserrutsche, eines Wirbelkanals oder einer Wasserheizung ausgesprochen hatte. In den Jahren 2006 bis 2008 wurde eine Sanierung für 3,2 Mio. Fr. durchgeführt. 2010 war die Schwimmbadgenossenschaft wegen Verwendung von Granderwasser kurzfristig in der Kritik.

## Architektur
Das Schwimmbad befindet sich auf einem Betonaufbau und wurde im Stil des Neuen Bauens von den Architekten Rittmeyer/Furrer und der Nachfolgefirma Furrer/Merkelbach errichtet. Das Schwimmbad befindet sich noch heute grösstenteils in seinem Ursprungszustand.